# Bajna (Magyarország)
Bajna község Komárom-Esztergom vármegyében, az Esztergomi járásban. 

## Fekvése
A település a Gerecse keleti részén, a Zsámbék-Bajnai-dombvidéken fekszik Budapesttől nyugati irányban körülbelül 45 kilométerre, az Esztergomot és Tatabányát összekötő képzeletbeli vonalnak majdnem pontosan a közepénél.
Központjának északnyugati részén északkelet-délnyugati irányban áthalad  a Tát-Tatabánya közti 1119-es út, amelybe itt torkollik bele a Zsámbéktól Szomoron át idáig húzódó 1105-ös. Szintén a község területén ér véget a Nyergesújfalutól idáig vezető 1125-ös út, és itt indul az Epölön és Máriahalomon át Únyig tartó 1122-es.
A legközelebbi települések: Epöl 3,5, Nagysáp 5, Szomor és Gyermely 9-9, Héreg 10, Bajót 10, Tarján, Tát és Tokod egyaránt 14-14, Nyergesújfalu és Lábatlan pedig 15-15 kilométerre.

## Története
Bajna írott történelme a 11. századig vezethető vissza, hiszen már 1087-ben egyházashely volt. Királyi földjét 1293-ban és 1295-ben is említik.
A település a 13. század vége körül a környék egyik legnagyobb birtokosaként említett Zoárd Vécs ágából származó Miklós főlovászmester és utódai birtokába került.
1322-ben a nemzetségből származó Miklóst és testvérét, Pétert hamis pénzveréssel vádolták meg, s miután a vád bebizonyosodott, birtokaikat Károly Róbert király elkoboztatta, és csak évtizedek múltán sikerült azt visszaszereznie a nemzetség Domokos nevű tagjának. Zsigmond király uralkodásának vége felé a falu már a bajnai Both család birtoka volt, amely innen vette előnevét is. Templomát 1484-ben építették egy hajóval, gótikus stílusban. Sándor Mihály kegyúr 1751-55 között átépíttette. 1885–1891 között a templom kereszthajóval és két mellékhajóval bővült Simor János esztergomi érsek jóvoltából, aki korábban itt szolgált. Figyelemre méltó a falba illesztett faragott gótikus szentségfülkéje és bélletes kapuja. 1888-ban visszaállították a plébániát is, melynek irattára az 1706-os harcok folyamán elpusztult. Simor János építtette az iskolát is. 
A közeli csimai kálvária egy török időkben elpusztult falu (Csimaföld vagy Csimaszombat) templomának helyén emelkedik, ősi vörösmárvány kereszttel. Az 1732-es vizitációban Sárás elpusztult települést is említik. 
Bajnát azonban mindenekelőtt az ún. Sándor–Metternich-kastély tette ismertté, mely a 19. század harmincas éveiben az „ördöglovas” Sándor Móric gróf lakhelye volt.

## Közélete

### Polgármesterei
- 1990–1994: Pallagi Béla (független)[3]
- 1994–1998: Pallagi Béla (független)[4]
- 1998–2002: Pallagi Béla (FKgP)[5]
- 2002–2006: Kalmár Zoltánné (független)[6]
- 2006–2010: Pallagi Tibor (független)[7]
- 2010–2014: Pallagi Tibor (független)[8]
- 2014–2019: Pallagi Tibor (független)[9]
- 2019–2024: Pallagi Tibor (független)[10]
- 2024– : Pallagi Tibor (független)[1]

## Népesség
A település népességének változása:
| Lakosok száma | 1937 | 1937 | 1856 | 1861 | 1863 | 1867 | 1833 |
|               | 2013 | 2014 | 2018 | 2021 | 2022 | 2023 | 2024 |

A 2011-es népszámlálás során a lakosok 92,2%-a magyarnak, 1,9% cigánynak, 0,9% németnek, 0,2% szlováknak mondta magát (7,8% nem nyilatkozott; a kettős identitások miatt a végösszeg nagyobb lehet 100%-nál). A vallási megoszlás a következő volt: római katolikus 66,2%, református 10,2%, evangélikus 0,3%, görögkatolikus 0,1%, felekezeten kívüli 8,1% (14,9% nem nyilatkozott).
2022-ben a lakosság 92,5%-a vallotta magát magyarnak, 1,4% cigánynak, 1% németnek, 0,3% ukránnak, 0,2% ruszinnak, 0,2% szlováknak, 0,1% bolgárnak, 1,9% egyéb, nem hazai nemzetiségűnek (7,4% nem nyilatkozott; a kettős identitások miatt a végösszeg nagyobb lehet 100%-nál). Vallásuk szerint 50,4% volt római katolikus, 8,1% református, 0,3% evangélikus, 0,2% görög katolikus, 0,1% ortodox, 0,5% egyéb keresztény, 0,8% egyéb katolikus, 9,3% felekezeten kívüli (30,4% nem válaszolt).

## Nevezetességei
- Szent Adalbert római katolikus templom
- Sándor–Metternich-kastély
- A csimai kálvária
- Bajnai Öreg-lyuk
- Az 1778-ból származó műemlék jellegű barokk kőkereszt

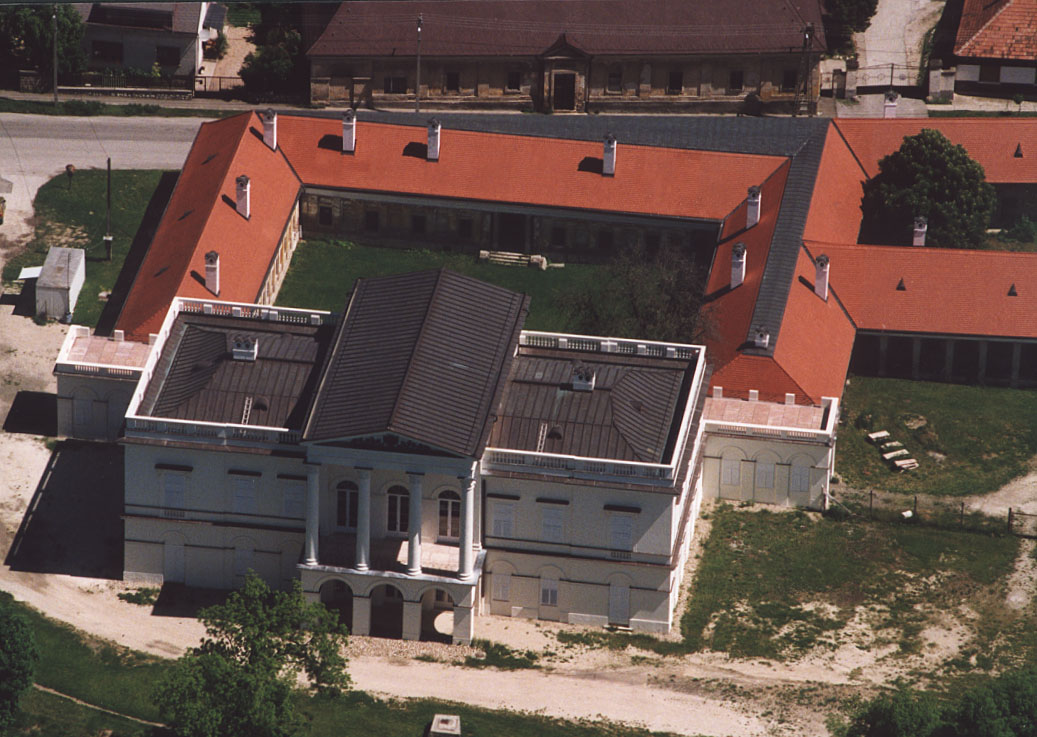
A Sándor–Metternich-kastély a magasból
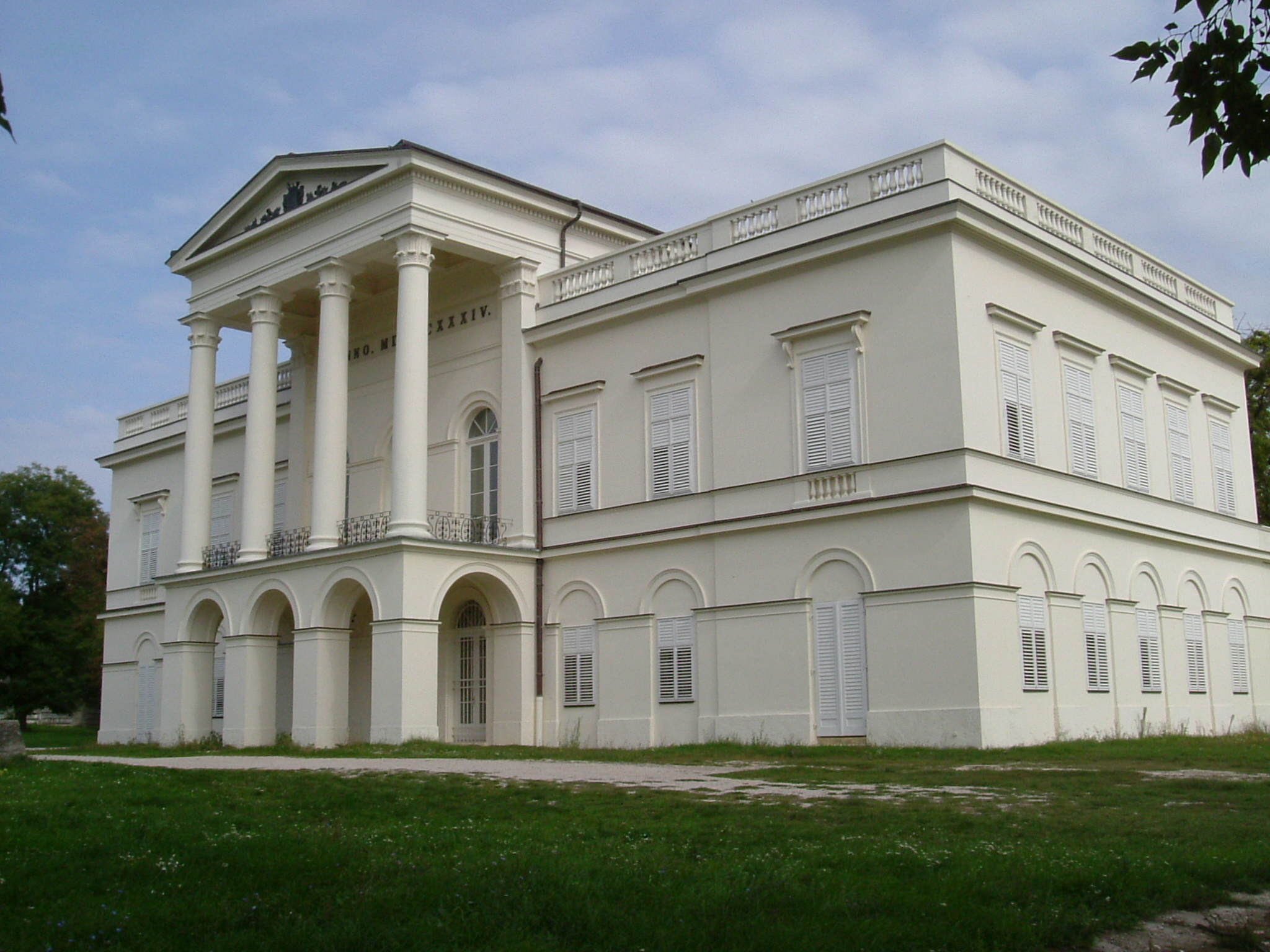
A kastély
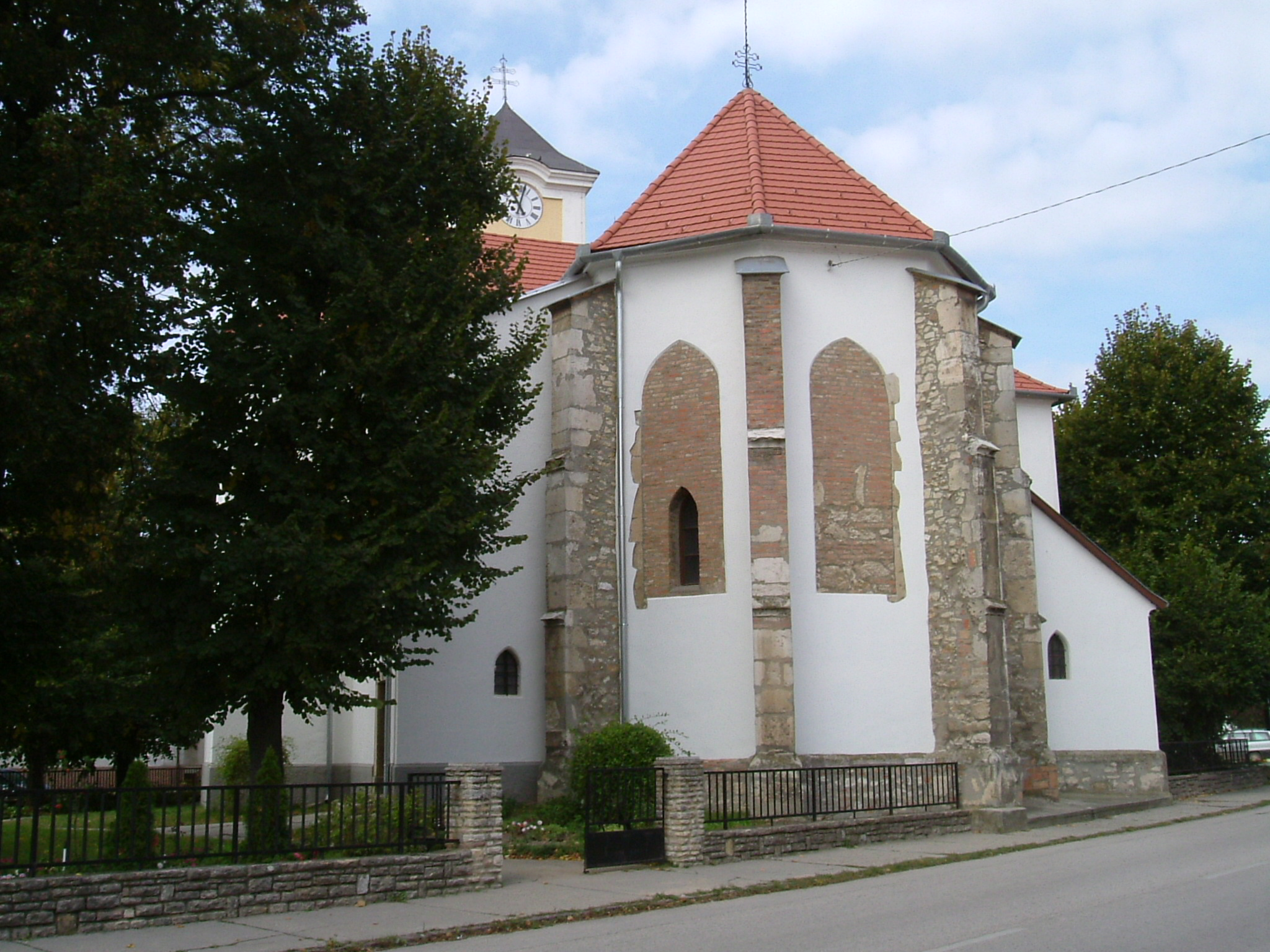
A templom

## Légifotók a kastélyról

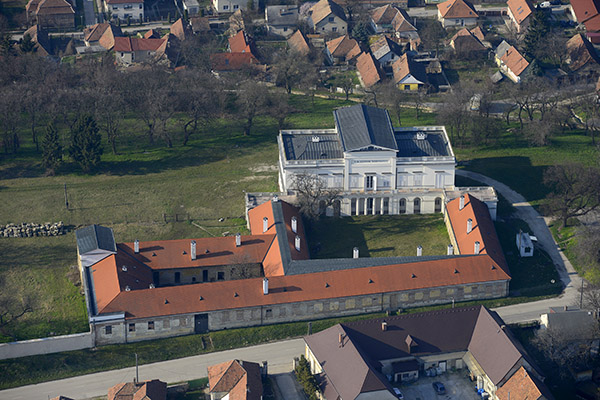
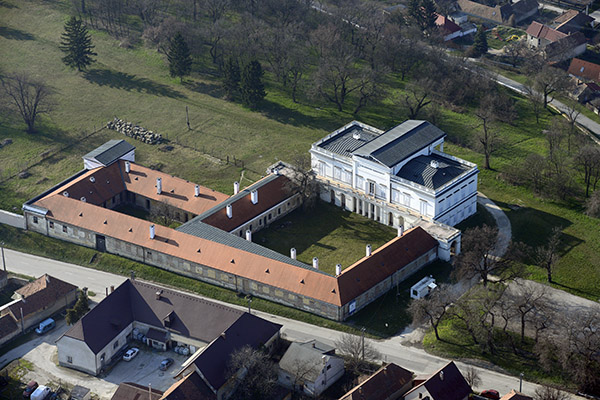
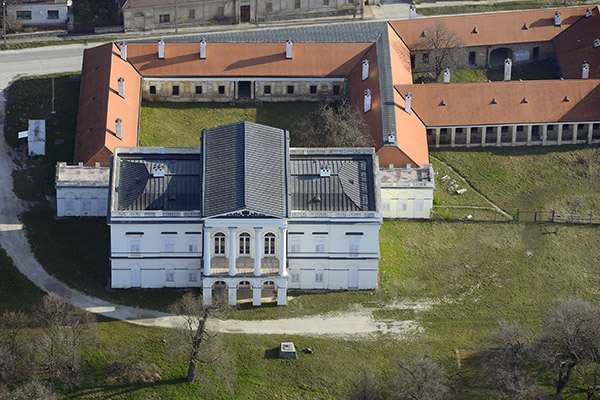
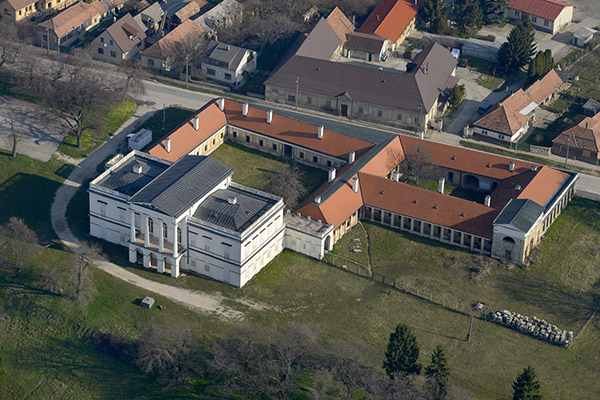

## Híres személyek
- Itt született 1805. május 23-án gróf Sándor Móric, az Ördöglovas.
- 1842. július 14-től 1846. július 20-ig a falu plébánosa volt Simor János bíboros, hercegprímás, esztergomi érsek.